# Felix Landau (SS-Mitglied)

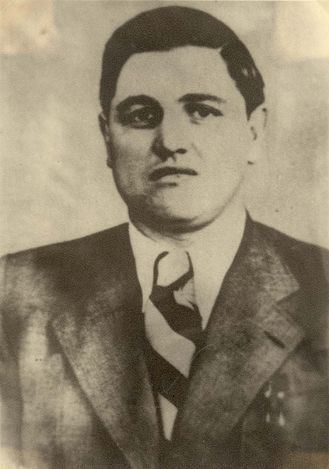
Felix Landau

Felix Richard Landau (* 21. Mai 1910 in Wien, Österreich-Ungarn; † 20. April 1983, (beerdigt auf dem Hernalser Friedhof, Wien)) war ein österreichischer SS-Hauptscharführer und als Mitglied eines SS-Einsatzkommandos an der Ermordung der Juden in Galizien beteiligt. Sein Tagebuch gilt als einzigartiges Zeugnis eines NS-Verbrechers über seine Beteiligung am Holocaust. Zeitweilig beschützte er den Künstler Bruno Schulz.

## Herkunft und Werdegang
Als außereheliches Kind des Paul Stipkowich und der Maria Maier geboren, erhielt Felix Richard Landau, nachdem seine Mutter im Jahre 1911 den in Wien lebenden Privatmann Jakob Landau geheiratet hatte, den Nachnamen seines jüdischen Stiefvaters. Bereits 1925 trat er der Hitlerjugend bei und wurde wegen aktiver Mitgliederanwerbung von einem katholischen Lehrlingsinternat verwiesen. Er machte eine Ausbildung zum Möbeltischler. Im März 1930 trat er dem Bundesheer bei, aus dem er im Juni 1933 jedoch wieder ausgeschlossen wurde, weil er zum 27. März 1931 der NSDAP beigetreten war (Mitgliedsnummer 442.571). Am 10. April 1934 trat er der SS bei (SS-Nummer 281.037), drei Monate später nahm er an der Ermordung des Bundeskanzlers Engelbert Dollfuß („Juliputsch“ der österreichischen Nationalsozialisten) teil und kam dafür bis 1937 ins Gefängnis. Nach seiner Flucht vor einer weiteren Verhaftung wegen erneuter NS-Aktivitäten ins Deutsche Reich wurde er für seine Beteiligung mit dem Blutorden ausgezeichnet. Nach dem „Anschluss“ ging er nach Österreich zurück und war als Beamter der Gestapo in der Tschechoslowakei und ab Ende 1939 in Polen beim KdS in Radom tätig. Dort traf er die Schreibkraft Gertrude, die er später heiratete.

## Tätigkeit beim SS-Einsatzkommando
Nach dem deutschen Überfall auf die Sowjetunion am 22. Juni 1941 meldete er sich freiwillig zum SS-Einsatzkommando, das auf Befehl von SS-Oberführer Karl Eberhard Schöngarth in der Nacht vom 3. auf den 4. Juli in Lemberg 22 Professoren mit ihren Familien verhaftete, unter Leitung von Walter Kutschmann den Lemberger Professorenmord ausführte und im Gebiet von Drohobycz tausende Juden bestialisch ermordete. Bis Mai 1943 war er für die Organisation von „Judenarbeit“ verantwortlich. Ab Juli 1941 führte er ein Tagebuch, in dem er seine eigenen Gräueltaten im Holocaust detailliert dokumentierte, eingestreut darin Liebesbriefe an seine Geliebte. Das Tagebuch wurde „in erster Linie für eine spätere Vorlage an die Geliebte Gertrude S. geschrieben“ und sollte „Aufschluss über mehr oder weniger rühmliche Tätigkeiten des Angeklagten während seiner räumlichen Trennung von der Geliebten geben“, so urteilte das Schwurgericht Stuttgart 1962. Eine Abschrift des Tagebuches befindet sich im Bundesarchiv, Bestand B 162 (Zentrale Stelle der Landesjustizverwaltungen in Ludwigsburg), Nr. 21164, und im Staatsarchiv Ludwigsburg (Signatur EL 317 III Bü 1089). 1963 wurde es im Auftrag der Stadt Ramat Gan (Israel) von Tuviah Friedman unter dem Titel „Tagebuch des SS-Hauptscharführers F. Landau über seine Tätigkeit in Drohobycz, 1941 - 44“ erstmals im deutschen Original und in hebräischer Übersetzung publiziert.
Im Tagebucheintrag vom 22. Juli 1941 in Drohobycz schrieb Landau:
„Morgens kamen nicht meine bestellten Arbeiter. Als ich nebenan zum Judenkommittee gehen wollte, kam gerade ein Mitarbeiter von diesem und ersuchte mich um Unterstützung, da sich die Juden weigerten, hier zu arbeiten. Ich ging hinüber. Als diese Arschlöcher mich sahen, rannten alle nach allen Himmelsrichtungen auseinander. Schade, ich hatte keine Pistole bei mir, sonst hätte ich einige über den Haufen geschossen. Ich ging nun zum Judenrat und eröffnete ihm, daß, wenn nicht in einer Stunde 100 Juden antreten, dann würde ich mir 100 Juden aussuchen, aber nicht zur Arbeit, sondern zum Erschießen. Kaum 30 Minuten später kamen 100 Juden an und außerdem noch 17 Mann für diejenigen, die erst geflüchtet waren. Ich meldete den Vorfall und verlangte gleichzeitig, daß man die geflüchteten  als Arbeitsverweigerer erschießen müsse, das geschah auch genau 12 Stunden später. 20 Juden wurden umgelegt.“
Im Eintrag vom 2. August 1941 heißt es weiter:
„Seitdem ich ihm [dem Ältestenrat] die 20 Juden wegen Arbeitsverweigerung wegschießen ließ, klappt der Laden.“
Dieser Mord war Gegenstand des Stuttgarter Verfahrens gegen Felix Landau.
Ende 1941 lebte Landau bereits zusammen mit Gertrude in einer fürstlichen Villa und heiratete sie 1943 (wieder geschieden 1946), nachdem im Jahr zuvor seine erste Ehe geschieden worden war. 1943 kehrte er nach Wien zurück und tat im Referat „Vergehen gegen das Heimtückegesetz“ bei der Gestapoleitstelle Wien Dienst.

## Sein Bezug zu Bruno Schulz
Landau schätzte den Künstler Bruno Schulz, schützte ihn und versorgte ihn mit zusätzlichem Essen (zumindest für eine Zeit lang). Als Gegenzug verlangte er von ihm, Wandgemälde über Märchen der Brüder Grimm im Kinderzimmer seines Sohnes zu malen. Im November 1942 tötete Landau den Leibzahnarzt seines Kollegen Karl Günther. Als Rache erschoss Günther den Juden Schulz und sagte: „Du tötetest meinen Juden – ich tötete deinen.“

## Beteiligung von Gertrude Landau
Gertrude Landau soll an manchen Morden, welche in der Villa stattfanden, beteiligt gewesen sein. Gegen sie wurde nie ermittelt oder Anklage erhoben.

## Nach dem Krieg
Nach Kriegsende wurde Landau 1946 in Linz von einem ehemaligen Arbeiter wiedererkannt und von den Amerikanern inhaftiert. Im August 1947 gelang es ihm jedoch, aus dem Internierungslager Camp Marcus W. Orr zu fliehen. Ab 1950 fasste er in Nördlingen unter dem falschen Namen Rudolf Jaschke als Innenarchitekt festen Fuß. Um eine neue Ehe eingehen zu können, teilte er Anfang 1958 der Kriminalpolizei in Stuttgart seine richtigen Personalien mit. Daraufhin wurde von der Staatsanwaltschaft Stuttgart ein Ermittlungsverfahren eingeleitet, und Landau wurde am 15. August 1958 In Untersuchungshaft genommen. Am 16. März 1962 wurde er vom Landgericht Stuttgart zu lebenslanger Haft verurteilt. Die Revision in der Strafsache vor dem Bundesgerichtshof wurde mit Beschluss vom 11. Juni 1963 als unbegründet zurückgewiesen. 1973 wurde er begnadigt.

## Aussagen zu seiner Persönlichkeit aus dem Stuttgarter Strafverfahren
- Im Zusammenhang mit der Ermordung der 20 Juden: „Der Angeklagte wollte bei seinem ganzen Handeln nicht eine fremde Tat fördern, sondern eigene Interessen, nämlich die Herausstellung seiner persönlichen Macht und die maßlose Einschüchterung der jüdischen Arbeiter verfolgen und erreichen.“[12]
- „Der Zeuge B. hat glaubhaft ausgesagt, daß der Angeklagte für die jüdische Bevölkerung ein Schrecken der Stadt gewesen war, und zwar in besonderem Maße, bis er reichlich von Luxus umgeben und gesättigt war. Die Zeugen, G., M., B. und Z. haben übereinstimmend glaubhaft ausgesagt, daß der Angeklagte aus nichtigen Gründen jüdische Arbeiter brutal niederschlug und mit den Stiefeln trat. Dies schloß nicht aus, daß der Angeklagte mit solchen Juden menschlichen Kontakt nahm, von denen er persönliche Vorteile empfing. […] Tagebucheintrag vom 22. Juli 1941. Er schrieb hier über die Vernehmung eines Ukrainers:

‚In einem Zimmer bekam er zur Einleitung von mir eine kleine Sonderbehandlung! Nach dem ersten Schlag spritzte bereits das Blut. Erst versuchte er es mit dem Leugnen, nach dem 4. Schlag gab er das jedoch auf.‘“
- „Der Zeuge hat weiter glaubhaft ausgesagt, daß der Angeklagte allgemein sehr überheblich und geltungssüchtig war.“[14]